# Natalie Porter
Pour les articles homonymes, voir Porter.
Natalie Porter, née le 16 décembre 1980 à Melbourne, est une joueuse de basket-ball australienne.

## Club
- - :  Dandenong Rangers
- - :  Townsville Fire
- - :  Sydney Uni Flames

## Palmarès

### Sélection nationale

#### Jeux olympiques d'été
- Jeux olympiques de 2004 à Athènes (Grèce)
  -  Médaille d'argent